# Amerila niveivitrea
Amerila niveivitrea là một loài bướm đêm thuộc phân họ Arctiinae, họ Erebidae.